# Schlacht von Adys
Agrigent – Mylae – Liparische Inseln – Sulci – Tyndaris – Kap Ecnomus – Aspis – Adys – Tunes – Kap Bon – Panormus – Drepana I – Drepana II – Ägatische Inseln
Die Schlacht von Adys im Jahre 255 v. Chr. war die erste größere Schlacht im Ersten Punischen Krieg zwischen den Römern und den Karthagern, die auf afrikanischem Boden ausgetragen wurde. Die Römer konnten diese Schlacht für sich entscheiden.

## Vorgeschichte
Die Landung der Römer im heutigen Tunesien war möglich geworden, nachdem Anfang 256 v. Chr. die karthagische Flotte vor der Südküste Siziliens in der Schlacht am Kap Ecnomus besiegt werden konnte. Daraufhin wurden die Landungstruppen unter Marcus Atilius Regulus bei der Stadt Clupea (heute:Kélibia) abgesetzt, während die Flotte unter Lucius Manlius Vulso Longus heimkehrte.
In Karthago wurden Verteidigungsmaßnahmen getroffen und die Überlebenden der Flotte nach Hause beordert. Zu Heerführern wählte man Hasdrubal und Bostar. Angesichts der Bedrohung im eigenen Land beriefen die Karthager umgehend ihren Feldherrn Hamilkar mit 5000 Mann Fußvolk und 500 Berittenen aus Sizilien zurück, während die Römer in Afrika einen Ort nach dem anderen erobern konnten. Die legendenhafte Überlieferung berichtet, dass das römische Heer von einer Riesenschlange heimgesucht worden sei, die von Marcus Atilius Regulus besiegt worden sei; Polybios, die wichtigste Quelle des Afrikafeldzuges berichtet hiervon allerdings nichts.

Dies Detailkarte nach Lazenby zeigt die Chronologie der Ereignisse.
1 Römische Landung und Eroberung von Apsis (256 v. Chr.); 2 Römischer Sieg bei Adys (256 v. Chr.); 3 Römer belagerten Tunis (256 v. Chr.); 4 Xanthippus brach mit einer großen Armee von Karthago auf, um den römischen Legionen entgegenzutreten (255 v. Chr.); 5 Schlacht von Tunes. Die Römer wurden am Fluss Bagradas besiegt. Konsul Atilius Regulus wurde gefangen genommen (255 v. Chr.); 6 Römer zogen sich nach Apsis zurück und verließen Nordafrika. Die meisten von ihnen starben in einem Sturm (254 v. Chr.)

## Verlauf
Zur ersten größeren Schlacht kam es dann bei Adys, dessen genaue Lage nicht ganz geklärt ist; möglicherweise handelt es sich um Uthina, rund 20 km südlich von Karthago. Trotz ihrer Überlegenheit an Kavallerie und Elefanten wagten die drei karthagischen Feldherrn keine offene Schlacht gegen das gefürchtete römische Fußvolk, sondern setzten sich auf einer Anhöhe fest.
Dort hielten die Karthager eine befestigte Stellung auf einem Hügel. Das hatte für sie den Nachteil, dass, anders als bei einer Schlacht in der Ebene, ihre Kavallerie und Elefanten kaum zur Entfaltung kommen konnten. Das karthagische Heer versuchte dennoch einen Vorstoß gegen die Römer, wagte sich dabei jedoch zu weit vor und konnte überwältigt werden. Die überlebenden Karthager wandten sich zur Flucht, das karthagische Lager von Adys fiel in die Hände der Römer. Diesen gelang bald darauf auch die Einnahme der Stadt Tunis, sodass die Karthager praktisch in ihrer Hauptstadt Karthago eingeschlossen waren.

## Folgen
In dieser Lage baten die Karthager um Frieden. Marcus Atilius Regulus wollte diesen aber nur unter derart harten Bedingungen annehmen, dass sich Karthago entschloss, weiterzukämpfen. Mit Hilfe des spartanischen Söldnerführers Xanthippos gelang es ihnen auch schließlich das Blatt zu wenden.